# Cyathea calocoma
Cyathea calocoma là một loài thực vật có mạch trong họ Cyatheaceae. Loài này được (H. Christ) Copel. mô tả khoa học đầu tiên năm 1909.